# Michael Kanin
Michael Kanin (Rochester, 1º febbraio 1910 – Los Angeles, 12 marzo 1993) è stato un regista, sceneggiatore e produttore cinematografico statunitense, vincitore del Premio Oscar alla migliore sceneggiatura originale nel 1943, insieme a Ring Lardner Jr., per La donna del giorno.
Era il fratello di Garson Kanin ed il marito di Fay Kanin, presidentessa dell'Academy of Motion Picture Arts and Sciences dal 1979 al 1983. Con la moglie, anch'essa sceneggiatrice, collaborò alla sceneggiatura di diverse pellicole, tra cui Sesso debole?, Rapsodia, Dieci in amore; con quest'ultimo film, la coppia ottenne anche una candidatura ai Premi Oscar 1959.

## Filmografia (parziale)

### Sceneggiatore
- Bellezze rivali (Centennial Summer), regia di Otto Preminger - sceneggiatura (1946)
- Serenata messicana (Honeymoon), regia di William Keighley - sceneggiatura (1947)
- 10 in amore (Teacher's Pet), regia di George Seaton - soggetto (1958)

### Produttore
- Doppia vita (A Double Life), regia di George Cukor (1947)